# Litteraterna
Litteraterna är en studieförening för litteratur- och retorikstuderande vid Uppsala universitet grundad 2005.
Syftet med föreningen Litteraterna är att främja diskussioner kring litteratur och retorik mellan studenter, doktorander, forskare och lärare, såväl inom den Litteraturvetenskapliga institutionen vid Uppsala universitet, som i kontakt med andra institutioner och universitet.
Föreningen har till uppgift att underlätta för studenterna att själva ordna aktiviteter som tar tillvara deras intresse för litteraturvetenskap och retorik. Litteraterna har en kombinerad social och kunskapsförmedlande roll och vill erbjuda studenterna en plattform där de dels kan stärka sin gemenskap, dels utbyta erfarenheter.
Som studieråd är föreningen ålagd att arbeta för att studenternas intressen uppmärksammas på institutionen. Föreningen är politiskt och religiöst obunden och medlemskapet gratis.
Föreningen bjuder regelbundet in externa föreläsare, såsom författare, förläggare, retoriker och journalister till öppna föredrag. Litteraterna publicerar även tidskriften Roten som utkommer med två nummer per år, samt verkade tidigare över etern med det nu nedlagda radioprogrammet Hesa Fredrik.